# Battaglia della foresta di Kampinos
Per battaglia della Foresta di Kampinos si intende una serie di combattimenti avvenuti nel 1939 tra l'esercito tedesco e quello polacco nei pressi di Kampinos, nel contesto dell'invasione nazista della Polonia.
Tra il 9 e il 20 settembre 1940 le forze polacche superstiti dalla battaglia del fiume Bzura si ritirarono verso Varsavia e la fortezza di Modlin attraverso la foresta di Kampinos.
La Wehrmacht attaccò le forze polacche sia da nord che da sud per cercare di fermare la ritirata (vedi battaglia di Wólka Węglowa). Ne scaturirono una serie di sanguinosi scontri con forti perdite da entrambe le parti.